# Geita (TC)
Geita (TC) ist ein Distrikt der Region Geita in Tansania. Der Verwaltungssitz befindet sich in der Stadt Geita. Der Distrikt grenzt im Osten an die Region Mwanza, im Südosten an den Distrikt Nyang'hwale, sonst ist er vom Distrikt Geita (DC) umschlossen.

## Geographie
Der Distrikt hat eine Fläche von 1080 Quadratkilometern und 361.671 Einwohner (Volkszählung 2022). Das hügelige Land liegt südlich des Victoriasees auf einer Meereshöhe zwischen 1100 und 1600 Metern.
Das Klima in Geita ist tropisch. Jährlich fallen im Durchschnitt 1366 Millimeter Niederschläge. In den Monaten Oktober bis April regnet es jeweils mehr als 100 Millimeter, am meisten im November mit 220 Millimeter. Die Durchschnittstemperatur schwankt nur wenig zwischen 20,9 Grad Celsius im Dezember und 22,7 Grad im August.

## Geschichte
Der Name Geita leitet sich vom Begriff „Akabanga keita abhantu“ aus der Sprache der Wayango ab. Es bedeutet „in einer mysteriösen Situation verschwinden“ und geht auf eine Tradition der Yango zurück. Der Distrikt Geita (TC) wurde 2012 eingerichtet.

## Verwaltungsgliederung
Der Distrikt besteht aus dem einen Wahlkreis (Jimbo) Geita Mjini und 13 Bezirken (Wards):
- Bombambili
- Buhalahala
- Bung'wangoko
- Bulela
- Ihanamilo
- Kalangalala
- Kanyala
- Kasamwa
- Mgusu
- Mtakuja
- Nyanguku
- Nyankumbu
- Shiloleli

## Bevölkerung
Beinahe zwei Drittel der Bevölkerung gehören zur Ethnie der Sukuma, rund dreißig Prozent zu den Zinza. Im Jahr 2016 lebten 192.541 Menschen im Distrikt, davon waren etwa 85 Prozent Christen. Bis 2022 wuchs die Bevölkerung auf 361.671, die in 78.531 Haushalten lebte.

## Einrichtungen und Dienstleistungen
- Bildung: Im Schuljahr 2014/15 gab es 55 Grundschulen und 16 weiterführende Schulen im Distrikt. Von diesen waren 10 öffentliche Schulen, 6 wurden privat geführt.[8]
- Gesundheit: Im Distrikt befinden sich 1 privates Krankenhaus, 4 Gesundheitszentren (2 staatlich und 2 privat), sowie 13 Apotheken.[9]
- Wasser: Die Wasserversorgung erfolgt entweder über Grundwasser (447 Kubikmeter pro Tag) oder Quellen (48 Kubikmeter pro Tag). Mit Leitungswasser versorgt wurden 2015 rund 3 Prozent der Bewohner der Stadt Geita und 17 Prozent im Umland.[10]

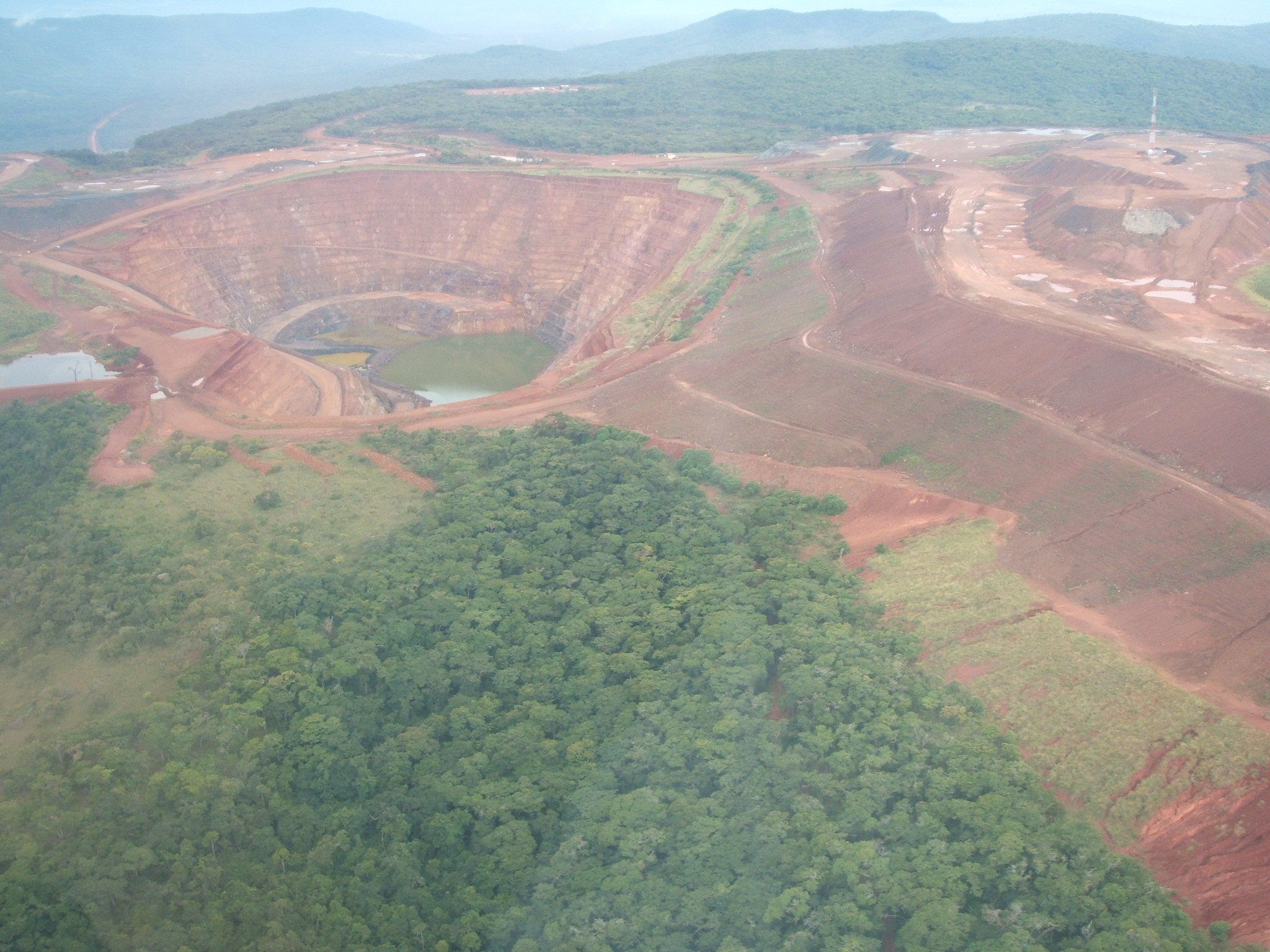
Gold-Tagebau

## Wirtschaft und Infrastruktur
Die wichtigsten Wirtschaftszweige sind Ackerbau, Viehzucht und der Goldbergbau.
- Landwirtschaft: Rund 80 Prozent der Bevölkerung leben von der Landwirtschaft. Für den Eigenbedarf werden vor allem Mais, Reis, Maniok, Bohnen und Süßkartoffeln angebaut, verkauft werden Baumwolle und Sonnenblumen. Im Jahr 2014/15 wurden 651.000 Hühner, 59.000 Rinder, 49.000 Ziegen und 7.000 Schafe gehalten.[11]
- Goldbergbau: Schon seit den 1930er Jahren wurde Gold abgebaut. Die Firma Anglogold Ashanti baut seit 2000 Gold im Tagbau und seit 2017 auch im Untertagbau ab. Im Jahr 2020 wurden von 5500 Mitarbeitern 623.000 Unzen Gold gewonnen.[12][13]
- Forstwirtschaft: Der Distrikt war zu einem Viertel von Wald bedeckt. Durch die Gewinnung von Brennholz und Schlägerungen von Nutz- und Bauholz wurden die Ressourcen stark ausgedünnt, obwohl große Bereiche durch Waldreservate geschützt sind.[14]
- Straße: Die wichtigste Verkehrsverbindung ist die asphaltierte Nationalstraße von Mwanza im Osten nach Kagera im Westen.[15]

## Politik
Die Vorsitzenden des Stadtrates waren:
- 2012–2016: Martine Kwilasa
- 2016–2020: Leonard K. Bugomola
- seit 2020: Constantine M. Morandi